# François Xavier Martin
François Xavier Martin (17 mars 1762 à Marseille - 11 décembre 1846 à La Nouvelle-Orléans) est un juriste américain, auteur d'ouvrages de droit et d'histoire ; il fut le premier ministre de la Justice de l'État de Louisiane et pendant longtemps le président de la Cour suprême de Louisiane.

## Biographie

### Jeunesse et début dans la carrière
D'ascendance provençale, Martin naquit à Marseille de Jean Paul Martin, négociant, et de Françoise Catherine Capus. En 1780 il alla à la Martinique et, avant la fin de la guerre d'indépendance américaine, il se rendit en Caroline du Nord, à New Bern, où  il enseigna le français, apprit l'anglais et s'établit comme imprimeur. Il étudia le droit et fut admis au barreau de Caroline du Nord en 1789. Il publia différents ouvrages juridiques ainsi que les Acts of the North Carolina Assembly from 1715 to 1803 (2e édition, 1809).
Il fut membre de la Chambre des Communes de l'Assemblée Générale en 1806-1807. En 1809 il fut nommé ministre de la Justice du Territoire d'Orléans. Ici, le droit était dans la plus grande confusion, avec le droit français d'avant la règle d'O'Reilly, puis le droit colonial espagnol et en 1808 le Digest of the Civil Laws, une adaptation par James Brown et Louis Moreau-Lislet du Projet de 1800 du Code Napoléon, qui abrogeait les fueros, les Siete Partidas et les Recopilaciones espagnols, mais seulement dans la mesure où ils entraient en conflit avec ses propres dispositions.
Martin publia des rapports sur les procès tranchés par la Cour suprême du Territoire d'Orléans en 1811 et en 1813.

### Ministre de la Justice et juge à la Cour suprême
Pendant les années allant de février 1813 à 1815 Martin fut ministre de la Justice de l'État de Louisiane nouvellement créé, puis jusqu'en mars 1846 il fut juge à la Cour suprême de cet État, cour qu'il présida de 1836 à 1846. Pour la période allant jusqu'à 1830 il publia des rapports sur les décisions de la Cour suprême ; et en 1816 il publia deux volumes, l'un en français et l'autre en anglais, d'un General Digest of the Acts of Legislatures of the Late Territory of Orleans and of the State of Louisiana.
En 1845, la cour qu'il présidait prononça son jugement définitif dans l'affaire Sally Miller, celle qu'on appelait « la jeune esclave allemande disparue ». Sally Miller vivait comme une esclave à la Nouvelle-Orléans quand des immigrants allemands crurent reconnaître en elle Salomé Müller, une Allemande arrivée petite fille en Louisiane. Sa mère était morte pendant la traversée de l'Atlantique et pendant les années on avait perdu sa trace ainsi que celle de son père et de ses sœurs. Les Müller étaient des redemptioners, c'est-à-dire que les propriétaires du navire qui les avait amenés aux États-Unis les avaient vendus comme main-d'œuvre par contrat pour payer leur passage, une pratique semblable à l’engagisme. La communauté des Allemands immigrés en Louisiane intenta un procès contre le propriétaire de Sally Miller, en demandant qu'elle fût reconnue légalement comme une blanche et qu'on l'affranchît. La juridiction du premier degré avait statué qu'elle était légalement esclave, mais la Cour suprême infirma cette décision en déclarant libre Mlle Miller.
Un tel jugement fut très mal reçu à une époque et à un endroit où le mouvement abolitionniste était considéré comme une menace pour le mode de vie et l'économie du Sud esclavagiste. Le résultat fut qu'en mars 1846 la convention constitutionnelle de l'État de Louisiane abolit la Cour suprême, mettant ainsi fin à la carrière de Martin comme juriste. La cour fut reconstituée dès le lendemain mais on n'y renomma ni Martin ni ses collègues magistrats du siège. Martin mourut en décembre suivant. (L'affaire Sally Miller a été racontée dans le livre de George Washington Cable, Strange True Stories of Louisiana et, plus récemment, dans The Lost German Slave Girl de John Bailey.)
La maison dans laquelle Martin passa ses dernières années existe toujours sur Royal Street, dans le Quartier français de la Nouvelle-Orléans. C'est maintenant l'hôtel Cornstalk, un boutique hotel connu pour sa clôture de fonte caractéristique représentant des tiges de maïs et des liserons. (La clôture a été ajoutée par un propriétaire ultérieur.)
Martin a mérité le nom de père du droit louisianais et ses écrits ont rendu service à Edward Livingston, Pierre Augustin Bourguignon d'Herbigny et Louis Moreau-Lislet dans la rédaction du Code civil de Louisiane promulgué en 1824. Martin avait commencé à perdre la vue dès ses soixante-dix ans et après 1836 il ne fut plus capable d'écrire les jugements de sa propre main. Son testament olographe, daté de 1841 et faisant un legs valant presque 400 000 $ à son frère, fut contesté sans succès par l'État de Louisiane qui soutenait que ce testament était nul car légalement et physiquement impossible, ou comme étant une tentative de fraude contre l'État ; ce dernier aurait en effet perçu des droits de succession de 10 % si, Martin étant mort ab intestat, son patrimoine avait passé à son frère en France en sa qualité d’héritier légal, et non de légataire.

## Travaux publiés
Martin a traduit le Traité des obligations de Robert-Joseph Pothier (1802) et a écrit The History of Louisiana from the Earliest Period (2 vol. 1827-1829) ainsi que The History of North Carolina (2 vol. 1829).